# Malard
Malard of Malārd (Perzisch: ملارد) is een stad in het westen van de provincie Teheran in Iran. De stad ligt tussen de grote steden Teheran en Karaj. In 2016 had de stad 281.027 inwoners.